# Laura Flippes
Laura Flippes (n. 13 decembrie 1994, Strasbourg, Franța) este o handbalistă franceză care joacă pentru clubul Paris 92 și echipa națională a Franței. Handbalista a făcut parte din echipa Franței care a câștigat medalia de aur la Jocurile Olimpice de vară din 2020.
Din vara anului 2023, Flippes evoluează la echipa românească CSM București.

## Palmares

### Club
- Campionatul Franței:
  -  Câștigătoare: 2014, 2016, 2017, 2018, 2019

- Cupa Franței:
  -  Câștigătoare: 2015, 2017, 2019

- Cupa Ligii Franței:
  -  Câștigătoare: 2014

- Divizia franceză Nationale 1:
  -  Câștigătoare: 2013

### Echipa națională
Laura Flippes a debutat la echipa națională a Franței pe 24 iulie 2016, într-un meci amical împotriva Norvegiei.
- Jocurile Olimpice:
  -  Medalie de aur: 2020

- Campionatul Mondial:
  -  Medalie de aur: 2017
  -  Medalie de argint: 2021

- Campionatul European:
  -  Medalie de aur: 2018
  -  Medalie de argint: 2020
  -  Medalie de bronz: 2016

## Distincții personale
- Cea mai bună extremă dreapta din campionatul național francez: 2018-2019[8]
- Cea mai bună extremă dreapta la Jocurile Olimpice: 2020[9]

## Decorații
- Cavaler al Legiunii de onoare: 2021[10]